# 5826 Bradstreet
5826 Bradstreet este un asteroid din centura principală de asteroizi.

## Descriere
5826 Bradstreet este un asteroid din centura principală de asteroizi. A fost descoperit pe 16 februarie 1990 la Kushiro de Seiji Ueda și Hiroshi Kaneda. Asteroidul prezintă o orbită caracterizată de o semiaxă mare de 3,07 ua, o excentricitate de 0,14 și o înclinație de 2,5° în raport cu ecliptica.